# Wiktor Szlepow
Wiktor Pietrowicz Szlepow (ros. Виктор Петрович Шлепов, ur. 2 lutego 1918 we wsi Lebiediewo w obwodzie moskiewskim, zm. 23 marca 1959) – radziecki lotnik wojskowy, podpułkownik, Bohater Związku Radzieckiego (1943).

## Życiorys
Urodził się w rodzinie chłopskiej. Skończył szkołę zawodową, pracował jako tokarz w moskiewskiej fabryce, uczył się w aeroklubie, od 1938 służył w Armii Czerwonej. Ukończył wojskową lotniczą szkołę pilotów w Borisoglebsku, od sierpnia 1941 uczestniczył w wojnie z Niemcami, od 1942 należał do WKP(b). Jako dowódca eskadry 41 pułku lotnictwa myśliwskiego gwardii 8 Dywizji Lotnictwa Myśliwskiego Gwardii 5 Korpusu Lotnictwa Myśliwskiego 2 Armii Powietrznej Frontu Woroneskiego do połowy lipca 1943 wykonał 685 lotów bojowych, w tym 160 szturmowych. Brał udział w 122 walkach powietrznych, w których strącił osobiście 5 i w grupie 16 samolotów wroga, za co uhonorowano go tytułem Bohatera Związku Radzieckiego. Po wojnie nadal służył w lotnictwie, otrzymał stopień podpułkownika. Zginął w wypadku lotniczym. Został pochowany na Cmentarzu Nowodziewiczym.

## Odznaczenia
- Złota Gwiazda Bohatera Związku Radzieckiego (28 września 1943)
- Order Lenina
- Order Czerwonego Sztandaru (trzykrotnie)
- Order Czerwonej Gwiazdy (dwukrotnie)

I medale.